# Přerovi járás

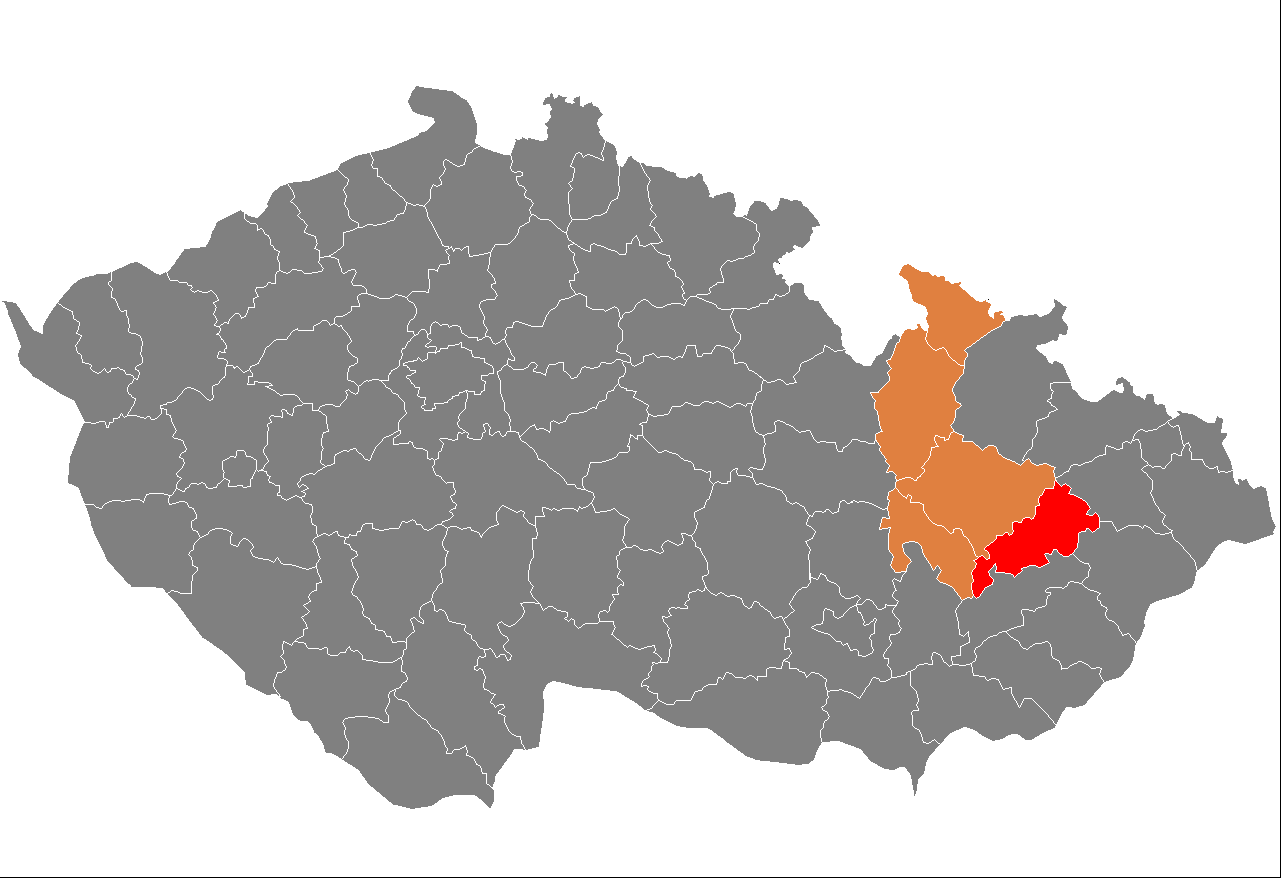
A Přerovi járás

A Přerovi járás (csehül: Okres Přerov) közigazgatási egység Csehország Olomouci kerületében. Székhelye Přerov. Lakosainak száma 135 437 fő (2009). Területe 844,74 km².

## Városai, mezővárosai és községei
A városok félkövér, a mezővárosok dőlt, a községek álló betűkkel szerepelnek a felsorolásban.
Bělotín •
Beňov •
Bezuchov •
Bochoř •
Bohuslávky •
Brodek u Přerova •
Buk •
Býškovice •
Čechy •
Čelechovice •
Černotín •
Císařov •
Citov •
Dobrčice •
Dolní Nětčice •
Dolní Těšice •
Dolní Újezd •
Domaželice •
Dřevohostice •
Grymov •
Hlinsko •
Horní Moštěnice •
Horní Nětčice •
Horní Těšice •
Horní Újezd •
Hrabůvka •
Hradčany •
Hranice •
Hustopeče nad Bečvou •
Jezernice •
Jindřichov •
Kladníky •
Klokočí •
Kojetín •
Kokory •
Křenovice •
Křtomil •
Lazníčky •
Lazníky •
Lhota •
Lhotka •
Lipník nad Bečvou •
Lipová •
Líšná •
Lobodice •
Luboměř pod Strážnou •
Malhotice •
Měrovice nad Hanou •
Milenov •
Milotice nad Bečvou •
Nahošovice •
Nelešovice •
Oldřichov •
Olšovec •
Opatovice •
Oplocany •
Oprostovice •
Osek nad Bečvou •
Paršovice •
Partutovice •
Pavlovice u Přerova •
Podolí •
Polkovice •
Polom •
Potštát •
Přerov •
Přestavlky •
Prosenice •
Provodovice •
Radíkov •
Radkova Lhota •
Radkovy •
Radotín •
Radslavice •
Radvanice •
Rakov •
Říkovice •
Rokytnice •
Rouské •
Šišma •
Skalička •
Soběchleby •
Sobíšky •
Špičky •
Stará Ves •
Stříbrnice •
Střítež nad Ludinou •
Sušice •
Teplice nad Bečvou •
Tovačov •
Troubky •
Tučín •
Turovice •
Týn nad Bečvou •
Uhřičice •
Ústí •
Veselíčko •
Věžky •
Vlkoš •
Všechovice •
Výkleky •
Zábeštní Lhota •
Žákovice •
Zámrsky •
Želatovice

## Fordítás
- Ez a szócikk részben vagy egészben  a   Přerov District című angol Wikipédia-szócikk ezen változatának fordításán alapul.  Az eredeti cikk szerkesztőit annak laptörténete sorolja fel. Ez a jelzés csupán a megfogalmazás eredetét és a szerzői jogokat jelzi, nem szolgál a cikkben szereplő információk forrásmegjelöléseként.
- Ez a szócikk részben vagy egészben  az   Okres Přerov című cseh Wikipédia-szócikk ezen változatának fordításán alapul.  Az eredeti cikk szerkesztőit annak laptörténete sorolja fel. Ez a jelzés csupán a megfogalmazás eredetét és a szerzői jogokat jelzi, nem szolgál a cikkben szereplő információk forrásmegjelöléseként.